# Ouzouer-sur-Trézée
Ouzouer-sur-Trézée là một xã trong tỉnh Loiret, vùng Centre-Val de Loire bắc trung bộ nước Pháp.